# Franciszek Tomsa-Zapolski
Franciszek Tomsa-Zapolski (ur. 21 czerwca 1891 w Czerniejewie, zm. 8 listopada 1947 w Bożkach) – pułkownik dyplomowany piechoty Wojska Polskiego, kawaler Orderu Virtuti Militari.

## Życiorys
Urodził się 21 czerwca 1891 w Czerniejowie, w ówczesnym powiecie stanisławowskim Królestwa Galicji i Lodomerii, w rodzinie Franciszka. We Lwowie wstąpił do Drużyn Strzeleckich i odbył przeszkolenie bojowe. Pod koniec sierpnia 1914 r. wstąpił do 1 pułku piechoty Legionów Polskich. Służył w III plutonie 3 kompanii I batalionu. Brał udział w bitwie pod Laskami i Anielinem, gdzie odniósł poważne rany. Gdy wykurował się, zmienił oddział i jeszcze w czasie wojny ukończył szkołę oficerską. Od 1917 był internowany w Szczypiornie, Rastatt i Werl, ale już od listopada 1918 brał udział w walkach polsko-ukraińskich na Wołyniu.
W lutym 1919 podporucznik Zapolski został wysłany na front jako dowódca III batalionu, 9 kompanii 35 Chełmskiego pułku piechoty i skierowany do Włodzimierza Wołyńskiego. Grupą Zapolskiego dowodził  major Leopold Lis-Kula. Mieli powstrzymywać atak ukraińskich oddziałów atamana Petlury. 14 października 1920 został zatwierdzony z dniem 1 kwietnia 1920 w stopniu kapitana, w piechocie, w grupie oficerów byłych Legionów Polskich. Franciszek Zapolski przeszedł całą kampanię i walczył w pułku najmłodszych żołnierzy, tzw. zuchowatych, którzy odznaczali się brawurą i męstwem. Za zasługi otrzymał Virtuti Militari. Po wojnie pozostał oficerem Wojska Polskiego. 
1 grudnia 1924 został mianowany majorem ze starszeństwem z 15 sierpnia 1924 i 243. lokatą w korpusie oficerów piechoty. W czerwcu 1924 otrzymał zgodę od władz wojskowych na zawarcie związku małżeńskiego z Heleną Ginterówną, córką Leona i Michaliny z Cywińskich. 1 września 1925 został skierowany na dwumiesięczny kurs dla kwatermistrzów. 22 marca 1926 został wyznaczony do zdawania egzaminów wstępnych do Wyższej Szkoły Wojennej. Egzaminy zdawał w grupie VIII w dniach 6 i 7 maja 1926. Z dniem 2 listopada 1927 został przydzielony do Wyższej Szkoły Wojennej w Warszawie, w charakterze hospitanta kursu 1927–1929 z równoczesnym przeniesieniem do kadry oficerów piechoty. Z dniem 1 września 1929, po ukończeniu kursu i otrzymaniu dyplomu naukowego oficera dyplomowanego, został przeniesiony służbowo do 4 Dywizji Piechoty w Toruniu na stanowisko szefa sztabu. 2 grudnia 1930 Prezydent Rzeczypospolitej Ignacy Mościcki nadał mu stopień podpułkownika ze starszeństwem z 1 stycznia 1931 i 38. lokatą w korpusie oficerów piechoty. Jednocześnie zezwolił mu na nałożenie oznak nowego stopnia przed 1 stycznia 1931. We wrześniu 1931 został przeniesiony do 64 pułku piechoty w Grudziądzu na stanowisko zastępcy dowódcy pułku. Z dniem 10 września 1932 został przeniesiony do Sztabu Głównego w Warszawie. W 1934 odkupił majątek i został właścicielem folwarku na Bożkach w świętokrzyskiem. W 1935 na Walnym Zjeździe Koła Piątaków został wybrany na I wiceprezesa Koła. W lipcu 1936 został dowódcą 27 pułku piechoty w Częstochowie. W dokumentach Archiwum Wojskowego można wyczytać, że cieszył się zaufaniem zwierzchników. W listopadzie 1938 został powołany na Kurs doskonalący dla oficerów dyplomowanych przy WSWoj. Na stopień pułkownika został mianowany ze starszeństwem z 19 marca 1939 i 13. lokatą w korpusie oficerów piechoty. W trzeciej dekadzie marca został odwołany z kursu, zwolniony ze stanowiska dowódcy pułku i 25 marca przydzielony do składu osobowego generała do prac przy Generalnym Inspektorze Sił Zbrojnych, gen. bryg. Antoniego Szyllinga, będącego zalążkiem dowództwa Armii „Kraków” na stanowisko kwatermistrza. 
Przed wakacjami 1939 otrzymał już mieszkanie przydzielone z Funduszu Kwater Wojskowych na Alejach w Krakowie. Urządził je dla swojej rodziny: dziewczynki miały rozpocząć naukę w szkole, przywiózł też zbiór ceramiki huculskiej, którą kolekcjonował. 
Brał udział w wielu bitwach kampanii wrześniowej, pod Janowem Lubelskim dostał się do niewoli. Jako oficer został umieszczony w Oflagu VII A w Murnau, który opuścił dopiero po wyzwoleniu.
Po wojnie próbował przedostać się na Zachód, lecz w czerwcu 1947 r. wrócił do Polski, do majątku Bożki. Jeszcze przed wojną współpracował z wywiadem. Jako zasłużony, wybitny przedwojenny oficer wojskowy nie mógł sobie znaleźć pracy, a jego rodzinę szykanowano. W nocy z 7 na 8 listopada 1947 r. dokonano włamania do majątku. W czasie napadu Tomsa-Zapolski został ciężko ranny w aortę, a następnie zmarł. Ciężko pobita żona Halina zmarła w kilka miesięcy po mężu. Oficjalnie sprawcy nie zostali wykryci. Jest jednak pewne, że Tomsę-Zapolskiego zamordowali funkcjonariusze tzw. piątego referatu Urzędu Bezpieczeństwa.
Franciszek Tomsa-Zapolski z żoną Haliną mieli dwie córki: Halinę (ur. 1925) i Ludmiłę (ur. 1927). Żona i córki tkwiły głęboko w konspiracji i należały do Armii Krajowej: chowały spalonych konspiratorów z Warszawy, prowadziły tajne nauczanie, pomagały partyzantom. Starsza córka Halina, działała pod ps. „Kalina”. 15-letnia Ludmiła zmarła w 1942 na skutek wypadku.

## Ordery i odznaczenia
- Krzyż Srebrny Orderu Wojskowego Virtuti Militari (28 lutego 1921)[30]
- Krzyż Niepodległości (7 lipca 1931)[31][32]
- Krzyż Kawalerski Orderu Odrodzenia Polski (11 listopada 1937)[33]
- Krzyż Walecznych (czterokrotnie)[34]
- Złoty Krzyż Zasługi (19 marca 1936 )[35][36]
- Srebrny Krzyż Zasługi (3 sierpnia 1928)[37][38]
- Medal za Ratowanie Ginących[39]
- Złoty Medal Waleczności (Zjednoczone Królestwo SHS)[40]
- Odznaka Pamiątkowa Więźniów Ideowych[41]